# CV-32
La carretera CV-32 (Carretera de la Gombalda) une la V-21 con la A-7 y CV-305. Circunda Masalfasar, Masamagrell y Museros.

## Nomenclatura

Indicador

La carretera CV-32 (Carretera de la Gombalda) pertenece a la Red autonómica de carreteras de la Comunidad Valenciana, comunica la A-7 con la V-21.

## Historia
Anteriormente la CV-32 no existía como tal, es de nueva construcción.

## Trazado Actual
La CV-32 es un eje que comunica la A-7 con la V-21, estableciendo un acceso tanto a la A-7 y a la V-21 para las poblaciones de la Huerta Norte u 'Horta Nord' como Museros, Masalfasar y Masamagrell y sus respectivos polígonos industriales.
Su itinerario comienza como carretera convencional en la rotonda que enlaza con la CV-305 que une Moncada con Serra y Náquera. A continuación se dirige en dirección este a enlazar con la A-7 en su tramo del By-pass de Valencia.
A partir de aquí ha sido desdoblada y continúa hacia Museros, Masalfasar y Masamagrell Antes de llegar a Museros y Masamagrell se convierte en una carretera de un carril por sentido, hasta donde enlaza con la CV-300. A partir de aquí, ha sido desdoblada otra vez en autovía hasta el enlace con la V-21.

## Futuro de la CV-32
Se prevé el desdoblamiento total de todo su recorrido y la construcción y mejora de los enlaces con la A-7 y la V-21.